# AE Aurigae
Az AE Aurigae (AE Aur) a Szekeres csillagkép egyik csillaga. O típusú csillag, az IC 405 diffúz köd előtt látszik. Elképzelések szerint a köd az ő reflexiós ködje. Ezt megcáfolja a két objektum Földtől való távolodásának sebessége. Az AE Aur 65 km/s sebességgel, az IC 405 köd pedig 23 km/s sebességgel távolodik tőlünk, ami arra enged következtetni, hogy csak az utóbbi évezredekben léptek kölcsönhatásba egymással.
A csillag másik érdekessége nagy térbeli sebessége. Éves sajátmozgása 0,03", ami a távolsággal és a radiális sebességgel összevetve 144 km/s térbeli sebességet jelent, ami nagyobb a hozzá hasonló csillagok értékeihez viszonyítva. Ezért megkapta az úgynevezett „szökevény” (angolul runaway) típusba való besorolást. Az 1950-es években felvetődött az az elképzelés, hogy az Orion-ködből szökött el mintegy 3 millió évvel ezelőtt. Az AE Aurigae-hoz hasonló csillagok a Mű Columbae és az 53 Arietis, és ha ezek pályáját is visszaszámítjuk, visszajutunk az Orion-ködhöz. Valószínűleg mindhárom csillag (az AE Aurigae, a Mű Columbae és az 53 Arietis) az M42-ből szökhetett 2,5 millió éve, hiszen annak helyzete ekkor egybeesett a három csillag akkori pozíciójával.
A legújabb modellek szerint az AE Aurigae és a Mű Columbae úgy tettek szert ezekre a térbeli sebességekre, hogy 2,5 millió évvel ezelőtt közel haladtak el egymáshoz, és más csillagokhoz, ami a gravitációs kölcsönhatásokon keresztül akkora perdületet adott a Mű Columbae-nak és az AE Aurigae-nak, hogy azok nagy sebességgel kidobódtak.

## Külső hivatkozások
- AE Aurigae: a DSS2, az SDSS Data Release 1, 3, 4, 5, 6 és az IRAS képein, Hidrogén α, Röntgen- és ultraibolya tartományban, Asztrofotókon és Csillagtérképen. További cikkek és képek az objektumról WikiSky-on.